# Ryavallen
A Ryavallen egy labdarúgó-stadion Boråsban, Svédországban. A stadion 1941-ben épült, maximális befogadóképessége 12 000 fő.
Az 1958-as labdarúgó-világbajnokság egyik helyszíne volt, két csoportmérkőzést rendeztek itt. 

## Események

### 1958-as világbajnokság
| Dátum       | Időpont UTC+1 | Pályaválasztó | Eredmény | Vendég   | Forduló    | Nézők  |
| ----------- | ------------- | ------------- | -------- | -------- | ---------- | ------ |
| 1958.06.11. | 19.00         | Szovjetunió   | 2–0      | Ausztria | 4. csoport | 21 239 |
| 1958.06.15. | 19.00         | Anglia        | 2–2      | Ausztria | 4. csoport | 21 239 |